# Grande Deserto Arenoso

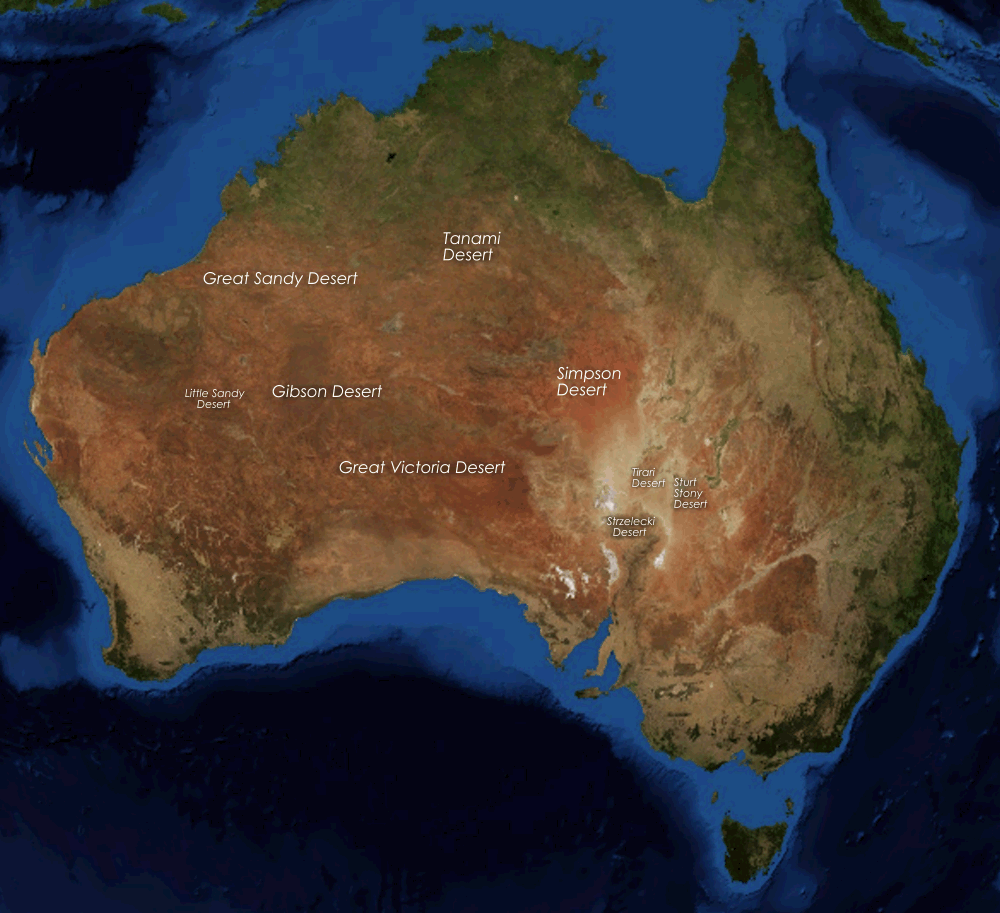
Localização dos desertos australianos

O Grande Deserto Arenoso ou de Areia (em inglês: Great Sandy Desert) estende-se ao longo de 360.000 km² no noroeste da Austrália. Faz parte de uma vasta e plana região conhecida como Deserto do Oeste, no estado da Austrália Ocidental, que se situa entre as montanhas rochosas de Pilbara e Kimberley. Limita ao sudeste com o Deserto de Gibson e o Lago Mackay, ao leste com o Deserto de Tanami e ao sudoeste com o Lago Doura e o Parque Nacional River Rudall. Toda a região se encontra escassamente povoada e não existe nenhum assentamento significativamente grande.

## Geomorfologia
O Grande Deserto Arenoso contém grandes Ergs, normalmente formados por dunas em disposição longitudinal. Ao nordeste localiza-se a cratera Wolfe Creek produzido pelo impacto de um meteorito.

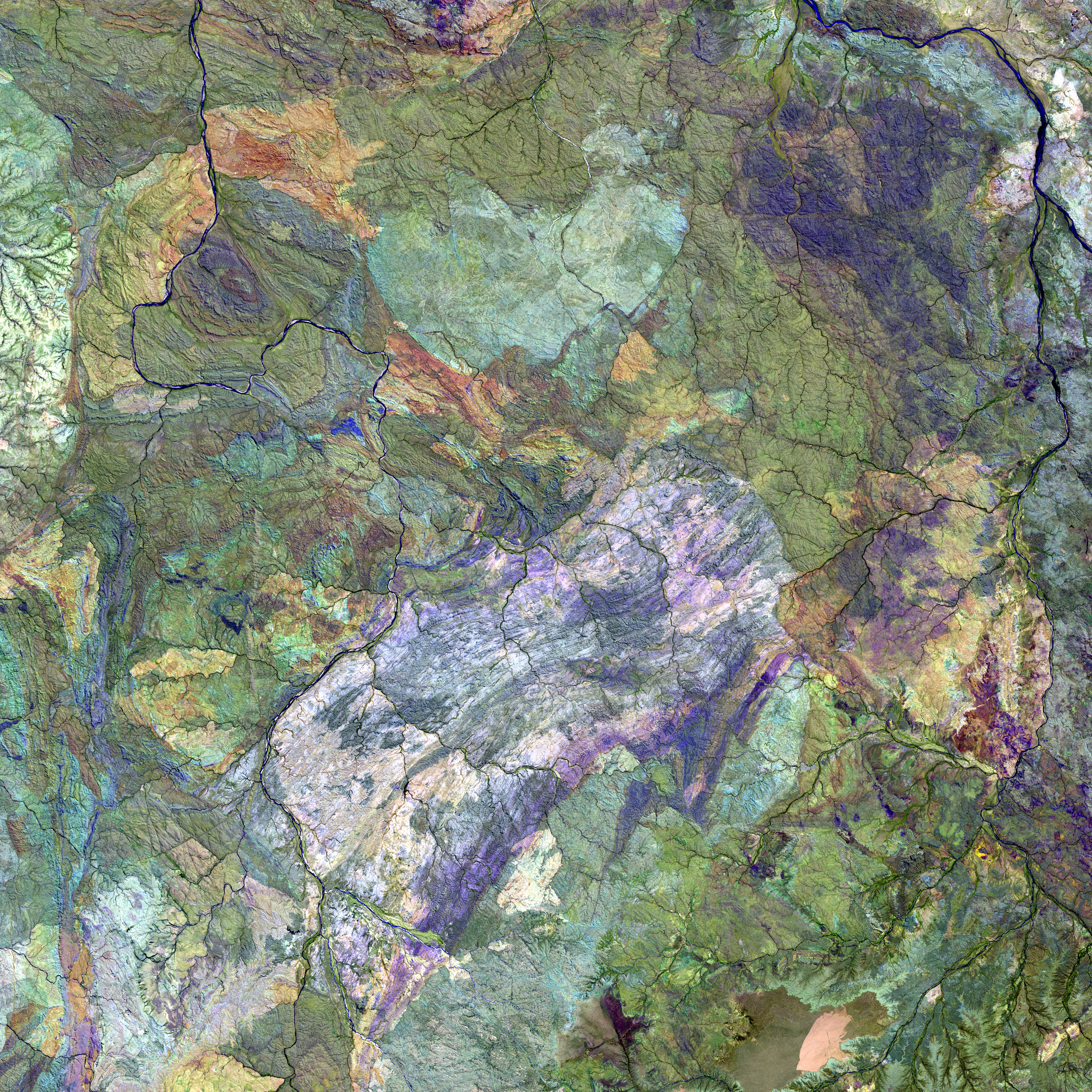
Vista de satélite do Grande Deserto Arenoso

## População
Na costa, há várias granjas de ovelhas isoladas. O resto da região está escassamente povoada. O grosso da população está formado por comunidades de indígenas australianos e alguns centros mineiros. Os aborígenes do deserto dividem-se em dois grupos: os Martu no oeste e os Pintupi no este. Lingüísticamente, falam a língua do Deserto do Oeste. Durante o século XX, muitos destes indígenas foram forçados a abandonar suas terras e enviados a diversos assentamentos do Território do Norte, tais como Papunya. Nos últimos anos, alguns destes indígenas têm regressado para fundar novas comunidades como Punmu.

## Clima
As precipitações são escassas ao longo de toda a costa e na zona norte. As áreas próximas a Kimberley apresentam uma média superior a 300 mm, mas as chuvas são irregulares, com multidão de secas, que costumam terminar com a formação de uma tormenta monçônica ou um ciclone tropical. Ao igual que em muitos desertos australianos, as precipitações são abundantes comparadas com as médias de outros desertos. Inclusive nas zonas mais secas, as precipitações não costumam baixar de 250 mm. A elevada taxa de evaporação é a que dá lugar a estas elevadas precipitações. Esta região é a responsável pela diminuição do calor, o que ajuda na formação do monzón do noroeste. Quase todas as chuvas provem das tormentas monzónicas ou dos ocasionas ciclones tropicais.
A média de dias de tormenta está em torno de 20-30 por ano na maior parte da região, excepto no norte, junto a Kimberley, onde a média atinge os 30-40 dias por ano. As temperaturas diurnas em verão são as mais cálidas da Austrália, em torno de 37-38º C na fronteira com Kimberley, em Halls Creek, e ao redor de 42º C em media no sul, excepto quando há tormentas monzónicas. Várias pessoas têm morrido nesta região depois de estragar-se seus veículos em algum caminho remoto. Os invernos são curtos e cálidos, com temperaturas entre 25-30º C, mas no final de agosto começa de novo o calor.
As geladas não são muito comuns. As regiões que limitam com o Deserto de Gibson podem apresentar uma ou duas geladas ao ano. Longe da costa, as noites de inverno podem ser frescas, em comparação com o calor que se atinge durante o dia.

## Economia
Existe uma pequena atividade econômica no deserto, sustentada principalmente pelas minas e as granjas. As minas mais importantes são a mina de ouro de Telfer e a mina de cobre de Nifty. As principais granjas são de ganhado vacuno e localizam-se na zona oeste. Telfer é uma das maiores minas de ouro da Austrália e foi a primeira explodida por Jean-Paul Turcaud a princípio dos anos 70. O depósito de urânio de Kintyre localizado ao sul de Telfer, encontra-se sem explosões.

## Fauna e flora
A vegetação do Grande Deserto Arenoso está dominada pela espécie Spinifex. Os animais mais comuns na região são os camelos selvagens, os dingos, os goannas (incluído o grande Perentie) e numerosas espécies de lagartos e aves. O Grande Deserto Arenoso pertence a uma das regiões IBRA (Interim Biogeographic Regionalisation for Austrália) da Austrália Ocidental.

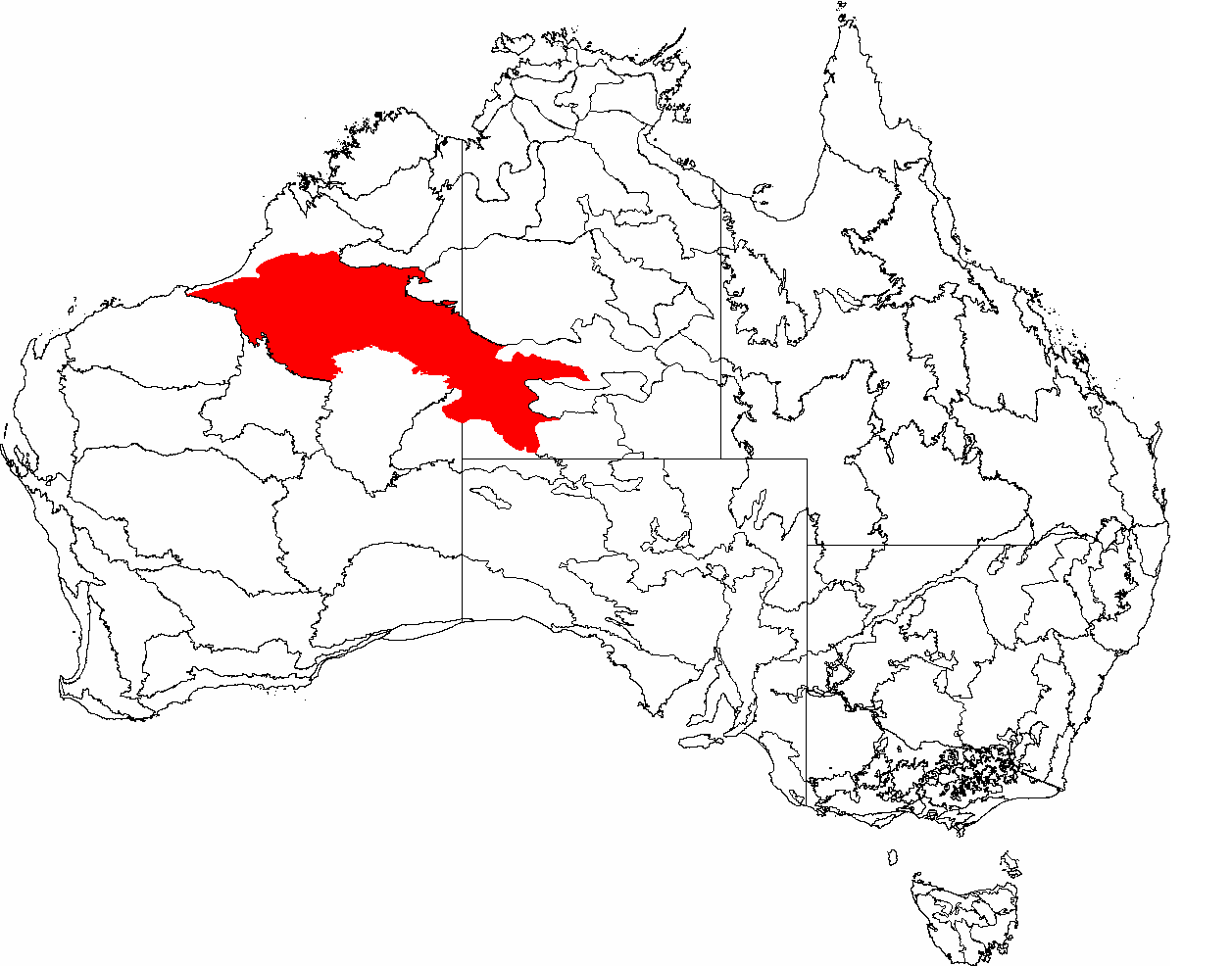
Localização do Deserto de acordo com a IBRA

## História
O primeiro europeu em cruzar o deserto foi Peter Warburton em 1873 . A histórica rota Canning Estoque atravessa algumas zonas do sudeste do Grande Deserto Arenoso. Nos anos 50 os indígenas foram expulsos da região devido às provas militares realizadas com os mísseis Blue Streak.